# NGC 6699
NGC 6699 é uma galáxia espiral barrada (SBbc) localizada na direcção da constelação de Pavo. Possui uma declinação de -57° 19' 14" e uma ascensão recta de 18 horas, 52 minutos e 01,9 segundos.
A galáxia NGC 6699 foi descoberta em 12 de Julho de 1834 por John Herschel.